# Constantin Amarie
Constantin Amarie (n. 26 aprilie 1949, com. Văculești, județul Botoșani) este un fost politician român, membru al Parlamentului României. Constantin Amarie a fost ales deputat în legislatura 2004-2008 pe listele PSD. În mai 2007, Constantin Amariei a trecut în Partidul Democrat. În februarie 2008, Constantin Amariei a devenit membru PDL. În cadrul activității sale parlamentare, Constantin Amariei a fost președintele grupului parlamentar de prietenie cu Statul Israel și membru în grupul parlamentar de prietenie cu Marele Ducat de Luxemburg. 
Este fratele procurorului Ioan Amarie și a ajuns parlamentar cu sprijinul președintelui PSD Teleorman de atunci, prefectul Teodor Nițulescu.
1. 1 2   https://www.cdep.ro/pls/parlam/structura2015.mp?idm=306&leg=2004&cam=2&pag=0 Lipsește sau este vid: |title= (ajutor)
2. ↑   https://www.comisarul.ro/articol/in-2004-dragnea-a-scapat-de-retinere-facandu-l-dep_897908.html Lipsește sau este vid: |title= (ajutor)
3. ↑  Admin (29 ianuarie 2013), La conferinţa de presă de la PDL, basca lui Ion Iliescu şi jobenul lui Dragnea, subiecte electorale - Ziarul Mara, Ziarul Mara - Un ziar care nu tace, nu minte, nu iarta si spune lucrurilor pe nume